# Nabatingue Toko
Nabatingue Toko, nome completo Nambatingue Tokomon Dieudonné (N'Djamena, 21 agosto 1952), è un ex calciatore ciadiano, di ruolo attaccante.

## Carriera
Di ruolo centravanti, Nabatingue Toko esordì in Division 1 con la maglia del Nizza, in cui militò per tre anni ottenendo come massimo risultato il raggiungimento la finale di Coppa di Francia nel 1978. In quello stesso anno Toko si trasferì al Bordeaux che lo cedette ad ottobre allo Strasburgo, squadra nelle cui file vinse il campionato francese.
Dopo una parentesi al Valenciennes, nel 1980 Toko fu ceduto al Paris Saint-Germain, squadra con cui vinse tre coppe di Francia in quattro anni, nel 1982, nel 1983 e nel 1985. Ritiratosi al termine della stagione 1985-86 tra le file del RC Paris, Toko entrerà nello staff tecnico del PSG in cui rimarrà fino all'avvento del presidente Perpère, nel 1998.

## Palmarès

### Club

#### Competizioni nazionali
- Campionato francese: 1

Strasburgo: 1978-79
- Coppa di Francia: 3

PSG: 1982, 1983, 1985